# Błota (Warszawa)
Błota – dawniej samodzielna wieś, obecnie część osiedla Falenica w Warszawie, w województwie mazowieckim, w dzielnicy Wawer. Leży na południowo-wschodnich rubieżach miasta, przy samej granicy z Józefówem (dzielnica Nowa Wieś). Rozpościera się wzdłuż Wału Miedzeszyńskiego, w jego najdalej na południe wysuniętym biegu.
W latach 1867–1939 wieś w gminie Zagóźdź. W 1921 roku wieś Błota liczyła 174 stałych mieszkańców, a folwark Błota – 12.
20 października 1933 utworzono gromadę Błota w granicach gminy Zagóźdź, składającą się z wsi Błota, kolonii Błota, folwarku Błota i kolonii Letnisko Zatrzebie.
1 kwietnia 1939 w związku ze zniesieniem gminy Zagóźdź, gromadę Błota włączono do gminy Letnisko Falenica w tymże powiecie.
Podczas II wojny światowej w Generalnym Gubernatorstwie, w dystrykcie warszawskim. W 1943 gromada Błota (w gminie Falenica) liczyła 533 mieszkańców.
15 maja 1951, w związku ze zniesieniem gminy Falenica Letnisko, gromadę Błota – oprócz kolonii Błota – włączono do Warszawy.